# 不一樣的節日
《不一樣的節日》（Unusual Holiday）香港電視娛樂製作的紀錄片／訪談節目。由陳安立、惠依子、鄭金鈴、Sally Lui、曾向鎮、蘇子芸及許綽婷主持，2021年3月15日至4月2日逢星期一至五23:00-23:30於ViuTV播出。節目主持分別介紹香港、臺灣、日本、韓國及西班牙於COVID-19疫情下之慶節活動。

## 每集內容
| 集數 | 播映日期 | 主題                   |
| 1    | 3月15日  | 香港農曆新年篇         |
| 2    | 3月16日  | 香港農曆新年篇         |
| 3    | 3月17日  | 日本東京新年篇         |
| 4    | 3月18日  | 日本節分祭篇           |
| 5    | 3月19日  | 日本過農曆新年篇       |
| 6    | 3月22日  | 韓國首爾備年篇         |
| 7    | 3月23日  | 韓國新年篇             |
| 8    | 3月24日  | 西班牙馬德里華人新年篇 |
| 9    | 3月25日  | 華倫西亞的新年和火節   |
| 10   | 3月26日  | 西班牙巴塞隆那新年篇   |
| 11   | 3月29日  | 台灣新竹客家新年篇     |
| 12   | 3月30日  | 台灣烏來泰雅族篇       |
| 13   | 3月31日  | 台灣沒有燈會的元宵篇   |
| 14   | 4月1日   | 在香港過外地節日篇     |
| 15   | 4月2日   | 香港疫情中的情人節篇   |

## 節目調動
- 2021年3月18日：由於20:30-22:45播出劇集《教場》，本節目順延至23:15-23:45播出。
- 2021年3月19日：由於20:30-23:00播出劇集《教場》，本節目順延至23:30-00:00播出。

## 相關節目
- 《當遊客不存在》（ViuTV）
- 《你還好嗎》（無綫電視）

## 外部連結
- 官方网站

## 電視節目的變遷
| 香港 ViuTV 星期一至五 23:00－23:30          | 香港 ViuTV 星期一至五 23:00－23:30           | 香港 ViuTV 星期一至五 23:00－23:30 |
| ------------------------------------------- | -------------------------------------------- | ---------------------------------- |
|                                             | 不一樣的節日 （2021年3月15日－2021年4月2日） |                                    |
| 克服他她它 （2021年2月22日－2021年3月12日） | YOLO的練習曲 （2021年4月5日－2021年4月9日）  |                                    |